# Argyranthemum haematomma
Argyranthemum haematomma là một loài thực vật có hoa trong họ Cúc. Loài này được (Lowe) Lowe mô tả khoa học đầu tiên năm 1868.